# Adam Franciszek Ksawery Rostkowski
Adam Franciszek Ksawery Rostkowski herbu Dąbrowa (ur. w maju 1660 w ziemi wiskiej, zm. 5 marca 1738 w Tarczynie) – polski duchowny rzymskokatolicki, biskup pomocniczy łucki, pisarz i tłumacz.

## Życiorys
Dzień jego narodzin nie jest znany. Ochrzczony został 26 maja 1660. Pochodził ze średnio zamożnej rodziny Jana i Anny ze Szczuków. Jego wujem był biskup chełmiński Kazimierz Szczuka. Uczył się w kolegiach jezuickich w Łomży, Grodnie i Warszawie. Studiował teologię u lazarystów, do którego to zgromadzenia wstąpił w 1684 i 27 maja 1684 otrzymał święcenia prezbiteratu. Następnie kontynuował studia z zakresu teologii i filozofii w Rzymie, a z prawa kanonicznego w Ingolstadcie. W Rzymie uzyskał doktoraty z obojga praw (1691) i teologii (1692).
Już w czasie studiów został kanonikiem włocławskim i kustoszem kapituły łuckiej (aby otrzymać kanonie musiał wcześniej opuścić zgromadzenie lazarystów). Po powrocie do kraju został kanonikiem płockim, prepozytem warszawskim, archidiakonem dobrzyńskim i prepozytem pułtuskim. Pracował jako kanclerz kurii płockiej oraz sędzia generalny przy biskupie Andrzeju Chryzostomie Załuskim. W 1695 był deputatem na Trybunał Główny Koronny.
10 maja 1700 papież Innocenty XII prekonizował go biskupem pomocniczym diecezji łuckiej i biskupem in partibus infidelium filadelfijskim. Brak informacji od kogo i kiedy przyjął sakrę biskupią.
Nie rezydował w diecezji łuckiej, na stałe przebywając w Komornikach k. Warszawy. Nadal współpracował z biskupem Andrzejem Chryzostomem Załuskim, który od 1703 był kanclerzem wielkim koronnym. Biskup Załuski, ceniąc biskupa Rostkowskiego, miał zabiegać, by przejął on po nim urząd kanclerski. Podczas podwójnej elekcji w 1733 poparł Stanisława Leszczyńskiego. Król ten w 1735 mianował go biskupem łuckim, jednak Rostkowski nie uzyskał akceptacji papieskiej.
Zmarł 5 marca 1738 roku. Pochowany w kościele misjonarzy Świętego Krzyża w Warszawie.

## Pisarz
Pozostawił dzieła literackie o tematyce moralizatorskiej i politycznej. Tłumaczył na polski literaturę francuską.